# 美郷町立西郷中学校
美郷町立西郷中学校（みさとちょうりつ さいごうちゅうがっこう）は、宮崎県東臼杵郡美郷町にあった公立の中学校。
2021年（令和3年）3月末をもって閉校し、美郷町立西郷義務教育学校に統合された。西郷中学校の校地・校舎が新設の西郷義務教育学校に継承されている。

## 概要
歴史
1947年（昭和22年）の学制改革により新制中学校として創立した2校（西郷東・西郷西）が1971年（昭和46年）に統合の上、「西郷村立西郷中学校」となった。
校章
校名の頭文字である「西」の文字を図案化したものを背景にして、中央に「中」の文字を配している。
校歌
1972年（昭和47年）制定。作詞は福永安則、作曲は植村亨による。歌詞は3番まであり、各番の歌詞中に校名の「西郷中学校」が登場する。
通学区域
西郷地区全域。小学校区は美郷町立田代小学校であった。

## 沿革
旧・西郷東中学校
- 1947年（昭和22年）5月8日 - 学制改革（六・三制の実施）により、新制中学校「西郷村立西郷東中学校」が創立。西郷村立青年学校校舎に併設。
- 1948年（昭和23年）3月31日 - 青年学校が廃止される。

旧・西郷西中学校
- 1947年（昭和22年）
  - 5月8日 - 学制改革（六・三制の実施）により、新制中学校「西郷村立小八重中学校」が創立。小八重小学校に併設される。三箇分校を設置（三箇小学校に併設）。
  - 6月 - 「西郷村立西郷西中学校」に改称。
- 1948年（昭和23年）4月1日 -  三箇分校を「山瀨分校」に改称。
- 1949年（昭和24年）3月31日 - 山瀨分校を廃止の上、本校に統合。校区の生徒は隣村の諸塚村立諸塚中学校に委託。

統合・西郷中学校
- 1971年（昭和46年）
  - 4月1日 - 西郷村立中学校2校（西郷東・西郷西）が統合の上、「西郷村立西郷中学校」となる。初代校長は山口辰郎。
  - 9月 - 校旗・校章を制定。
- 1972年（昭和47年）
  - 2月 - 校舎・技術室・体育館総合落成式を挙行。校歌を制定。
  - 9月 - 運動場のスタンド、プールが完成。
- 1995年（平成7年）
  - 2月 - プールを改修。
  - 9月 - 正門が完成。
- 2000年（平成12年）4月 - 上野原・花水流地区全通学路において自転車通学を開始。
- 2006年（平成18年）1月1日 - 美郷町の発足に伴い、「美郷町立西郷中学校」（最終名）に改称。
- 2013年（平成25年）8月 - 運動場に仮校舎が完成。
- 2014年（平成26年）3月 - 校舎耐震化工事が完了。
- 2021年（令和3年）3月31日 - 美郷町立西郷義務教育学校への統合により、閉校[1]。

## 交通
- 宮崎交通バス 椎葉・諸塚線 学校下バス停より徒歩4分。

## 周辺
- 美郷町役場 本庁
- 美郷町社会福祉協議会
- 美郷町商工会
- 美郷町国民健康保険西郷病院
- 日向警察署西郷警察官駐在所
- 旧・美郷町立田代小学校
- 田代保育所
- 西郷弓道場
- 西郷郵便局
- 田代稲荷神社